# Queen Mary’s Peak
Queen Mary’s Peak – wulkan tarczowy na wyspie Tristan da Cunha. Jest to najwyższy szczyt brytyjskiego terytorium zamorskiego Wyspa Świętej Heleny, Wyspa Wniebowstąpienia i Tristan da Cunha. Nazwany został na cześć królowej Wielkiej Brytanii Marii Teck.

## Geografia
Queen Mary’s Peak jest szczytem wulkanu tarczowego, który tworzy wyspę Tristan da Cunha. Na szczycie znajduje się krater o średnicy 300 metrów, w którym znajduje się jezioro kraterowe w kształcie serca. Jezioro to jest zazwyczaj zamarznięte zimą, a górne stoki wulkanu są pokryte śniegiem.

## Historia erupcji
Pierwsza zaobserwowana erupcja wulkanu miała miejsce 10 października 1961 roku z otworu na północnym brzegu wyspy i trwała do marca 1962 roku. Cała populacja wyspy, licząca 264 osoby, została ewakuowana i powróciła dopiero w 1963 roku. W XVIII wieku miała miejsce erupcja na głównym szczycie Tristan da Cunha, kiedy wyspa nie była zamieszkana. Mieszkańcy nie byli świadomi wcześniejszej aktywności wulkanicznej przed erupcją w 1961 roku, ponieważ nie znaleźli żadnych dowodów na wcześniejsze erupcje.